# Paul Jennings
Pour les articles homonymes, voir Jennings.
Paul Jennings (vers 1799-1874) est écrivain et abolitionniste américain. Esclave dès la naissance, il est au service du président James Madison avant, pendant et après ses années à la Maison Blanche. Paul Jennings publie en 1865, les premiers mémoires traitant de la Maison-Blanche. Son livre, intitulé A Colored Man's Reminiscences of James Madison, est décrit par l'historienne Annette Gordon-Reed comme « un document singulier dans l'histoire de l'esclavage et des débuts de la république américaine ».
Vivant à Washington à partir de 1837, après y avoir passé quelques années pendant le mandat de James Madison dans les années 1810, Jennings a noué de nombreuses relations précieuses et est aidé par le sénateur whig du nord, Daniel Webster, obtenant sa liberté en 1846. Il aide les mouvements abolitionnistes, notamment lors d'une grande tentative d'évasion infructueuse en 1848. Après la Guerre de Sécession, il travaille au Département de l'Intérieur, pour traiter les réclamations des anciens combattants et des familles des soldats. Il y rencontre un antiquaire, John Brooks Russell, qui l'aide à faire publier ses mémoires.

## Jeunesse
Jennings est réduit en esclavage à sa naissance dans la plantation de Montpelier vers 1799 ; sa mère, qui était d'origine afro-amérindienne, avait été réduite en esclavage par les Madison. Son père, selon sa mère, était Benjamin Jennings, un commerçant anglais. Jennings, en tant qu'enfant asservi, était le compagnon du fils de Dolley Madison, Payne Todd. Paul Jennings commence à servir James Madison en tant que valet de pied, puis comme valet personnel. À l'âge de 10 ans, Paul Jennings accompagne Madison et sa famille à la Maison Blanche après l'élection de ce dernier à la présidence. Dans ses mémoires de 1865, il relève que la East Room était encore inachevée et que la plupart des rues de Washington n'étaient pas pavées ; la ville était « un endroit lugubre » à cette époque-là.
En 1814, lors de l'incendie de Washington, et alors que les troupes britanniques s'approchent de la Maison Blanche, Paul Jennings, alors âgé de 15 ans, aurait aidé à sauver le célèbre portrait réalisé par Gilbert Stuart de George Washington, connu sous le nom de portrait de Lansdowne, aidé par deux autres hommes. D’autres personnes réduites en esclavage à la Maison Blanche ont contribué à sauver des objets de valeur tels que l’argenterie. Le portrait a été restitué à la Maison Blanche, où il est le seul objet survivant d'avant la guerre de 1812. La légende populaire raconte qu'il a aidé la Première Dame Dolley Madison à sauver le tableau. Dans ses mémoires, Paul Jennings raconte qu'un cuisinier français et une autre personne ont effectué le travail physique de démontage du tableau

## Après la Maison-Blanche
Après que le président a terminé son deuxième mandat, les Madison retournent à Montpelier en 1817, emmenant Paul Jennings avec eux. Il a alors 18 ans, et continue à servir Madison comme valet de chambre, ce qu'il fait jusqu'à la mort de l'ancien président. Paul Jennings épouse Fanny, une esclave détenue dans une autre plantation. Ils ont cinq enfants, qui vivent avec leur mère. Paul Jennings est aux côtés de James Madison lorsqu'il meurt en 1836 :18–19.
En 1837, Dolley Madison, désormais veuve, emmène Paul Jennings avec elle à Washington, pour passer les saisons d'hiver,. Il est contraint de laisser sa famille derrière lui, mais est autorisé à leur rendre visite occasionnellement. En 1841, Dolley Madison rédige son testament, qui affranchit théoriquement Jennings après sa mort. Il est le seul esclave à être affranchi hypothétiquement par ce testament. À Washington, Paul Jennings découvre une communauté beaucoup plus large. Parmi les nombreux Noirs libres de l’époque qui y vivent se trouvent des descendants d’esclaves des anciens présidents Washington, Jefferson et Madison.
En difficulté financière, Dolley Madison vend Montpelier en 1844, ainsi que tous ses biens, y compris ses esclaves. Cette année-là, Fanny, l'épouse de Jennings, décède en Virginie. L'année suivante, Dolley Madison loue Jennings auprès du président James Polk à Washington. Souvent, les esclaves qui étaient « prêtés » pouvaient conserver une partie de leurs gains, mais Dolley Madison les garde en totalité.

## Affranchissement
Paul Jennings tente de convenir d'un prix d'affranchissement avec Madison, mais elle le vend finalement à un agent d'assurance pour 200 $ en 1846. Six mois plus tard, le sénateur Daniel Webster intervient pour l'acheter à ce nouveau propriétaire pour 120 $. Il donne à Jennings sa liberté, en échange de travail,. Il rejoint alors dans la grande communauté noire libre de Washington, qui à l’époque était trois fois plus nombreuse que celle des esclaves dans la capitale.
En 1848, Jennings aide à planifier une évasion massive de 77 esclaves de Washington sur la goélette Pearl. Il s’agit de la plus grande tentative d’évasion menée par des esclaves dans l’histoire des États-Unis ,. Cette tentative est financée par les abolitionnistes blancs William L. Chaplin et Gerrit Smith. La communauté noire libre de Washington a cherché à amplifier le nombre de personnes y participant, rassemblant des dizaines d'esclaves prêts à risquer le voyage en bateau de 225 milles vers la liberté dans le Nord.
Les fugitifs sont capturés et renvoyés à Washington après avoir été retardés par des vents faibles. Leurs propriétaires les revendent rapidement à des commerçants, et la plupart furent revendus dans le Sud profond. La liberté de certains esclaves ayant participé à cette tentative infructueuse, dont celle des deux sœurs Edmonson, a été achetée par des familles et des amis liés au mouvement abolitionniste. Les Edmonson ont par exemple acquis une certaine célébrité, et ont été parrainées pour aller à l’école dans l’État de New York. Elles ont ensuite pris la parole lors de conférences abolitionnistes. Les deux capitaines blancs, Daniel Drayton et Edward Sayres, propriétaire et pilote de la goélette Pearl, ont été reconnus coupables de plusieurs chefs d'accusation pour aide à l'évasion d'esclave et transport illégal d'esclaves. Ils purge quatre ans de prison avant d'être graciés par le président Millard Fillmore.
L'année suivante, Paul Jennings se remarie avec Desdemona Brooks, une mulâtre libre dont la mère était blanche (selon la loi, les enfants prenaient le statut de leur mère). Elle vivait à Alexandria, en Virginie.
Paul Jennings retourne en Virginie dans les années 1850 en tant qu'homme libre et retrouve sa famille, qu'il avait été contraint de quitter des années auparavant. Ses trois fils rejoignent la cause de l'Union pendant la Guerre de Sécession après s'être échappés et avoir rejoint les lignes de l'Union. John, Franklin, William et sa fille Mary rejoignent plus tard leur père à Washington et dans la région.
Après la guerre, Jennings a travaillé au nouveau Bureau des pensions, qui fait partie du Département de l'Intérieur, pour traiter les réclamations des anciens combattants et des familles des soldats. Il fait la connaissance de John Brooks Russell, un antiquaire. Russell témoigne de cette rencontre en janvier 1863 dans The Historical Magazine et Notes and Queries Concerning the Antiquities, History and Biography of America, une publication à laquelle Russell contribue. Russell aide Jennings à faire publier ses mémoires sous forme de livre en 1865. Il est considéré comme le premier ouvrage de mémoires traitant de la Maison Blanche.
Paul Jennings achète un terrain et y construit une maison au 1804 L Street, NW. à Washington. Il retrouve ses enfants, et son fils John vit avec lui. Sa fille Mary vit à côté avec ses deux enfants. Ses fils Franklin et William vivent également dans la région.
Après la mort de Desdemona, Jennings se marie pour la troisième fois en 1870 avec Amelia Dorsey.
Il meurt dans le nord-ouest de Washington, à l'âge de 75 ans en 1874. Il a été enterré au cimetière Columbian Harmony. Lorsque ce cimetière a fermé ses portes en 1959, les restes des personnes enterrées là-bas ont été réinhumés au National Harmony Memorial Park à Landover, dans le Maryland. Cependant, les restes de Paul Jennings (ainsi que d'autres non réclamés par les familles) ont été perdus au cours de ce processus. Dans son testament, Paul Jennings lègue à sa famille sa maison et ses propriétés dans le nord-ouest de Washington.

## Publications
- Paul Jennings, A Coloured Man's Reminiscences of James Madison (1865), réimpression disponible sur Google Books.

## Honneurs et héritage
- En 2009, les administrateurs de la plantation Montpelier ont organisé une conférence sur Paul Jennings, intitulée « Paul Jennings : Enamored with Freedom », ainsi qu'une réception pour ses descendants au domaine[11].
- Également en 2009, la Fondation Montpelier a organisé une visite privée pour les descendants de Paul Jennings à la Maison Blanche afin de voir le portrait de George Washington par Gilbert Stuart, et pour célébrer Jennings pour ses actions pendant la guerre de 1812[4].
- Dolley Madison Directing the Rescue of George Washington's Portrait, August 24, 1814 (2009) est une peinture murale de l'artiste William Woodward, commandée par la Fondation Montpelier[11],[12].
- L'un de ses descendants vit dans une maison à Georgetown, que sa famille possède depuis le 19e siècle[8].
- L'Université James Madison a honoré Paul Jennings le 8 février 2019 en donnant son nom à une nouvelle résidence.

## Voir également
- Liste de personnalités ayant été réduites en esclavage